# Julián Lobera y Valtierra
Julián Lobera y Valtierra (data incerta - 1435) foi um pseudocardeal aragonês, último Deão do Sagrado Colégio dos Cardeais cismático.

## Biografia
Lobera y Voltierra estudou na Universidade de Lérida. É nomeado cânone de Tarazona e Calatayud e reitor da Universidade de Lérida. O bispo Fernando Pérez Calvillo nomeou-o vigário geral de Vich, quando foi transferido para Tarazona. Em 1404 foi nomeado diretor de Tarazona. O antipapa Bento XIII mudou buscando soluções para fechar o orçamento para seu caixa financeiro ficar positivo. Em 1411, ele foi nomeado cónego em Mallorca e serviu como camareiro ao antipapa.
Lobera foi criado cardeal no consistório de 22 de maio de 1423 pelo antipapa Bento XIII. Ele participou no conclave de 1423, em que ele vota para o pseudocardeal Domingo de Bonnefoi, mas Clemente VIII foi eleito. Lobera é preso por ele e submete a sua libertação após a legação do Papa Martinho V, após a resignação de Clemente VIII. Todavia, não seria confirmado como cardeal, por resignar ao títulos, embora aceitasse Martinho V como verdadeiro Papa.

## Conclaves
- Conclave de 1423 - participou da eleição do Antipapa Clemente VIII
- Conclave de 1431 - não participou da eleição do Papa Eugênio IV